# Граница (филм, 1994)
Вижте пояснителната страница за други значения на Граница.
„Граница“ е българско-френски игрален филм (военна драма) от 1994 година на режисьорите Илиян Симеонов и Христиан Ночев  по сценарий на Емил Тонев, Илиян Симеонов и Христиан Ночев. Сценарият е написан по едноименния романа на Емил Тонев. Оператор е Пламен Антонов. Художник е Георги Тодоров-Жози. Музиката във филма е композирана от Теодосий Спасов.

## Сюжет
Действието се развива в гранична застава на южната граница на България. Сред старите войници е Попето (Петър Попйорданов), който взима под своя закрила един от новобранците - Красавецът (Мариан Вълев). Красавеца става свидетел на убийствата на нарушители на границата, убийства, за които Попето получава домашен отпуск, а после успява и да се уволни по-рано. 
Филмът проследява жестокостите в ежедневието на воиниците, убийствата, предателствата, прекрачените граници...

## Актьорски състав
- Петър Попйорданов – Попа
- Мариан Вълев – Красавеца
- Наум Шопов – капитанът
- Николай Урумов – Стойнешки
- Елена Петрова – циганката
- Мариус Куркински – Малкия
- Кръстю Лафазанов – готвачът
- Стефан Денолюбов
- Иван Панев – Дългия
- Огнян Желязков
- Евгений Джуров – Джуров
- Васил Василев – Зуек – Смазката, граничар
- Пламен Бакърджиев
- Ути Бъчваров – Буцата
- Ивайло Палмов
- Христо Димитров-Хиндо – Лудият